# 인왕산 호랑이
"인왕산 호랑이"는 1972년에 개봉한 대한민국의 영화이다.

## 캐스팅
- 이대엽
- 신일용
- 우연정
- 나오미
- 윤일봉
- 허장강
- 황해
- 최일
- 최준
- 김홍규
- 배수천
- 장일식
- 문오장
- 김기주
- 진봉진
- 김칠성
- 임해림